# نانسی کریگان
نانسی کریگان (انگلیسی: Nancy Kerrigan؛ زادهٔ ۱۳ اکتبر ۱۹۶۹) اسکیت‌باز نمایشی اهل ایالات متحده آمریکا است.